# طائرة اعتراضية
المقاتلة الاعتراضية طائرة عسكرية مقاتلة مصممة خصيصاً لاعتراض الطائرات المعادية - خاصة قاذفات القنابل - وتدميرها معتمدة على سرعتها العالية. عدد كبير من تلك الطائرات صنعت منذ بداية الحرب العالمية الثانية ولم تقل أهميتها في اعتراض الطائرات المعادية حتى يومنا هذا، فالطائرات الاعتراضية ما تزال في الخدمة في العديد من دول العالم كطائرة ميج 31 التي تخدم في روسيا وكازاخستان وطائرة ميج 25 وطائرة ميج 21، وطائرة إف 15 في الولايات المتحدة وإسرائيل واليابان والمملكة العربية السعودية، وطائرة تورنادو إف 3 في بريطانيا والمملكة العربية السعودية وإيطاليا، وداسولت ميراج الثالثة التي تخدم في فرنسا ومصر وباكستان والعديد من الدول الأخرى.
- الطائرات الاعتراضية ذات قدرات قتالية كبيرة وقد ظلت محط اهتمام العالم ومن أهم الدول المطورة للمقاتلات الاتحاد السوفيتى الذي طور طائرة ميج 25، وإنتاج أمريكا لمقاتلة إف 15، وجميعهم أثبتوا كفاءة وقدرة عالية في المواجهات الجوية مع المقاتلات الأخرى، ومع تطور طائرة إف 15 وإضافة قدرات التخفي بدأت تستخدم في عمليات التسلل وقصف مواقع في عمق العدو كما فعلت إسرائيل بمقاتلة إف 15 لتدمير مفاعل تموز العراقى في 7 يونيو 1981.

## أمثلة

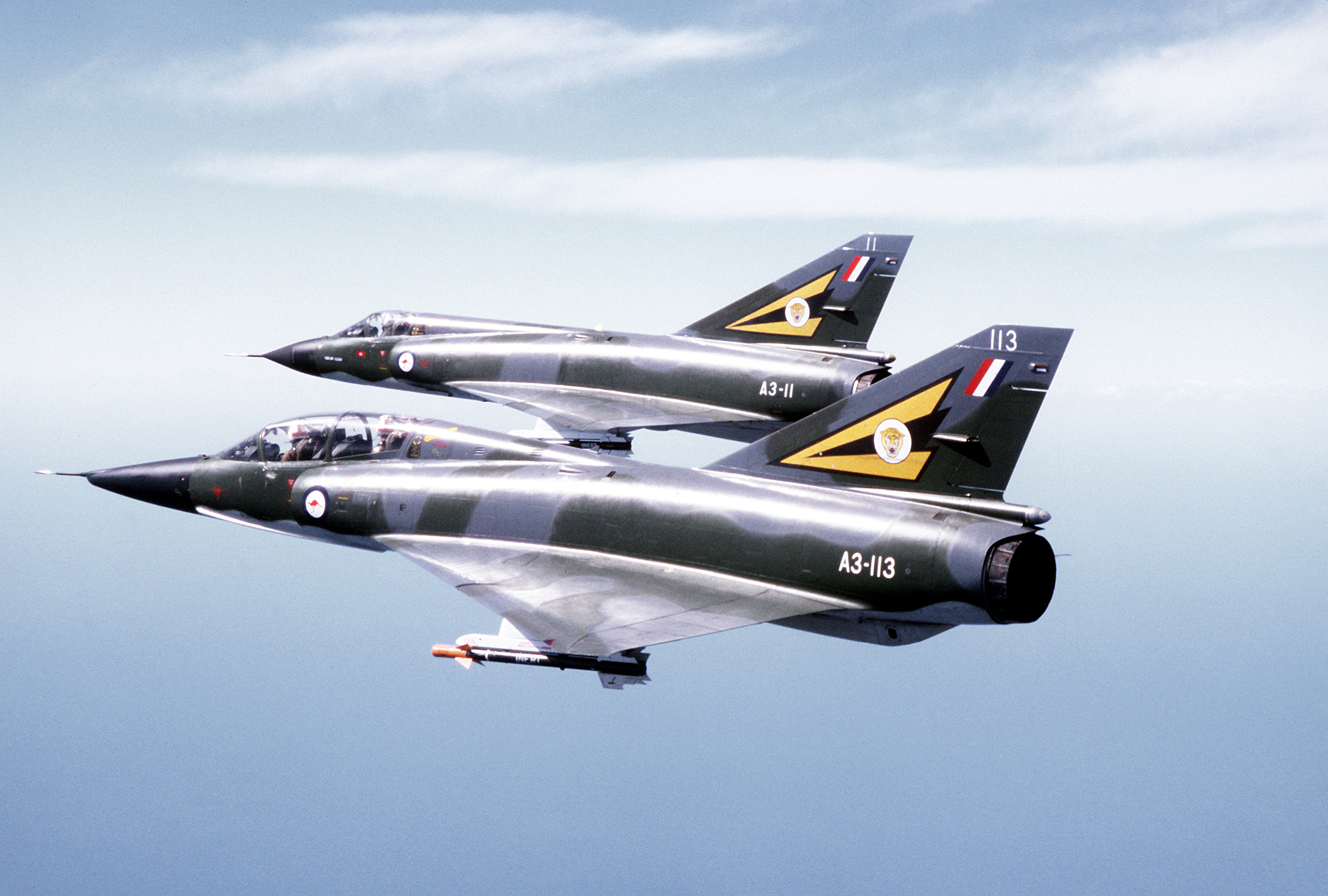
طائرتان اعتراضيتان من نوع داسولت ميراج الثالثة تابعتان للقوات الجوية الأسترالية.

من أشهر تلك الطائرات التالي:
- إف - 14 توم كات - أمريكية الصنع.
- إف-15 إيغل - أمريكية الصنع.
- ميج-21 - سوفيتية الصنع.
- ميج-25 - سوفيتية الصنع.
- ميج-31 - سوفيتية الصنع.
- ميراج الثالثة - فرنسية الصنع.
- حلوان 300 - مصرية الصنع.